# レタリング技能検定
レタリング技能検定（レタリングぎのうけんてい）、とは書体デザイン・レタリングの知識と技能を認定する日本の検定試験である。

## 概要
レタリングの知識と技能を認定する、文部科学省後援の検定試験で、2012年4月1日からは公益財団法人国際文化カレッジによって実施されている。かつては実務技能検定協会が実施していた。試験は年1回実施されている。
技能に応じて1級から4級までがある。審査基準は文部科学省告示のレタリング技能審査基準（認定検定当時の基準）に従っている。過去試験問題とその模擬解答は公式ホームページにて公開されており、自由に取得できる。

## 試験内容

### 受験資格
- 制限なし

### 試験範囲
- 知識
  - 1.レタリング造形理論
  - 2.タイポグラフティー知識
  - 3.レタリングの役割
  - 4.色彩・印刷知識

- 実技
  - 1.ロゴタイプ、タイプフェース、カリグラフィー技術
  - 2.色彩表現
  - 3.タイポグラフィーの指定・指示

### 合格基準
- 1級 - レタリングおよび広く関連領域にわたる知識と高度な専門技術をもっている
- 2級 - 書体(既成)を選択または創作し、表現する技術をもっている
- 3級 - 基本の書体を理解し、その表現技術をもっている
- 4級 - 基本の書体を理解し、整った文字を書くことができる

### 合格率
- 2014年度(平成26年度)＜第42回＞
  - 1級：6.8%
  - 2級：26.7%
  - 3級：63.2%
  - 4級：83.2%